# Championnats du monde juniors de patinage artistique 1983
Navigation
Édition précédente Édition suivante
Les Championnats du monde juniors de patinage artistique 1983 ont lieu du 14 au 19 décembre 1982 au Zetra Olympic Hall de Sarajevo en Yougoslavie. 
Ces mondiaux juniors sont l'événement test pour les compétitions de patinage artistique des Jeux olympiques d'hiver de 1984 qui auront lieu dans cette arène.
En danse sur glace, ce sont les premiers mondiaux juniors où on introduit une danse originale à côté des danses imposées et de la danse libre.

## Qualifications
Les patineurs sont éligibles à l'épreuve s'ils représentent une nation membre de l'Union internationale de patinage (International Skating Union en anglais) et s'ils ont moins de 19 ans avant le 1er juillet 1982, sauf pour les messieurs qui participent au patinage en couple et à la danse sur glace où l'âge maximum est de 21 ans. Les fédérations nationales sélectionnent leurs patineurs en fonction de leurs propres critères.
Sur la base des résultats des championnats du monde juniors 1982, l'Union internationale de patinage autorise chaque pays à avoir de une à trois inscriptions par discipline. 

## Podiums
| Épreuves                            | Or                                  | Argent                          | Bronze                                  |
| ----------------------------------- | ----------------------------------- | ------------------------------- | --------------------------------------- |
| Messieurs résultats détaillés       | Christopher Bowman                  | Philippe Roncoli                | Nils Köpp                               |
| Dames résultats détaillés           | Simone Koch                         | Karin Hendschke                 | Parthena Sarafidis                      |
| Couples résultats détaillés         | Marina Avstriyskaya / Yuri Kvashnin | Peggy Seidel / Ralf Seifert     | Inna Bekker / Sergei Likhanski          |
| Danse sur glace résultats détaillés | Tatiana Gladkova / Igor Shpilband   | Elena Novikova / Oleg Bliakhman | Christina Yatsuhashi / Keith Yatsuhashi |

## Tableau des médailles
| Rang  | Nation             | Or | Argent | Bronze | Total |
| ----- | ------------------ | -- | ------ | ------ | ----- |
| 1     | Union soviétique   | 2  | 1      | 1      | 4     |
| 2     | Allemagne de l'Est | 1  | 2      | 1      | 4     |
| 3     | États-Unis         | 1  | 0      | 1      | 2     |
| 4     | France             | 0  | 1      | 0      | 1     |
| 5     | Autriche           | 0  | 0      | 1      | 1     |
| Total | Total              | 4  | 4      | 4      | 12    |

## Détails des compétitions
Pour la saison 1982/1983, les calculs des points se font selon la méthode suivante :
- chez les Messieurs et les Dames (0.6 point par place pour les figures imposées, 0.4 point par place pour le programme court, 1 point par place pour le programme libre)
- chez les couples artistiques (0.4 point par place pour le programme court, 1 point par place pour le programme libre)
- en danse sur glace (0.6 point par place pour les trois danses imposées, 0.4 point par place pour la danse originale, 1 point par place pour la danse libre)

### Messieurs
| Rang | Nom                | Nation             | Points | Fig. impo. | Prog. court | Prog. libre |
| ---- | ------------------ | ------------------ | ------ | ---------- | ----------- | ----------- |
| 1    | Christopher Bowman | États-Unis         | 2.8    | 1          | 3           | 1           |
| 2    | Philippe Roncoli   | France             | 5.8    | 5          | 2           | 2           |
| 3    | Nils Köpp          | Allemagne de l'Est | 8.8    | 2          | 4           | 6           |
| 4    | Marc Ferland       | Canada             | 9.2    | 3          | 6           | 5           |
| 5    | Yuri Bureiko       | Union soviétique   | 9.8    | 4          | 1           | 7           |
| 6    | Makoto Kano        | Japon              |        | 8          | 7           |             |
| 7    | Erik Larson        | États-Unis         |        | 13         | 5           |             |
| 8    | Andrzej Strzelec   | Pologne            |        | 7          | 8           |             |
| 9    | Frédéric Harpagès  | France             |        | 6          | 9           |             |
| 10   | Vladimir Petrenko  | Union soviétique   |        | 11         | 10          |             |
| 11   | Kevin Boroczky     | Australie          |        | 9          | 12          |             |
| 12   | Tomislav Čižmešija | Yougoslavie        |        | 10         | 11          |             |
| 13   | Hiroshi Sugiyama   | Japon              |        | 15         | 14          |             |
| 14   | Lars Dresler       | Danemark           |        | 17         | 13          |             |
| 15   | Ralph Burghart     | Autriche           |        | 14         | 18          |             |
| 16   | Jeffrey Patrick    | Canada             |        | 12         | 17          |             |
| 17   | Luo Changyu        | Chine              |        | 18         | 16          |             |
| 18   | Gábor Gagyor       | Hongrie            |        | 16         | 15          |             |
| 19   | Cho Jae-hyung      | Corée du Sud       |        | 19         | 19          |             |

### Dames
| Rang | Nom                 | Nation               | Points | Fig. impo. | Prog. court | Prog. libre |
| ---- | ------------------- | -------------------- | ------ | ---------- | ----------- | ----------- |
| 1    | Simone Koch         | Allemagne de l'Est   | 3.2    | 3          | 1           | 1           |
| 2    | Karin Hendschke     | Allemagne de l'Est   |        | 2          |             |             |
| 3    | Parthena Sarafidis  | Autriche             | 7.6    | 1          |             |             |
| 4    | Nelli Dvalishvili   | Union soviétique     | 9.6    |            |             |             |
| 5    | Sachie Yuki         | Japon                | 11.2   | 14         | 2           | 2           |
| 6    | Monica Lipson       | Canada               |        |            |             |             |
| 7    | Melissa Murphy      | Canada               |        |            |             |             |
| 8    | Claudia Villiger    | Suisse               |        |            |             |             |
| 9    | Susan Bohring       | Allemagne de l'Ouest |        |            |             |             |
| 10   | Elise Ahonen        | Finlande             |        |            |             |             |
| 11   | Coralie Barbazan    | France               |        |            |             |             |
| 12   | Željka Čižmešija    | Yougoslavie          |        |            |             |             |
| 13   | Judith De Bie       | Belgique             |        |            |             |             |
| 14   | Rachel Ravenhill    | Royaume-Uni          |        |            |             |             |
| 15   | Beatrice Gelmini    | Italie               |        |            |             |             |
| 16   | Susanne Seger       | Suède                |        |            |             |             |
| 17   | Diana Zovko-Nicolic | Australie            |        |            |             |             |
| 18   | Judit Szalay        | Hongrie              |        |            |             |             |
| 19   | Fu Caishu           | Chine                |        |            |             |             |
| 20   | Vibecke Sorensen    | Norvège              |        |            |             |             |
| 21   | Ji Hyun-jung        | Corée du Sud         |        |            |             |             |
| 22   | Anna Parramon       | Espagne              |        |            |             |             |

### Couples
| Rang | Nom                                 | Nation             | Points | Prog. court | Prog. libre |
| ---- | ----------------------------------- | ------------------ | ------ | ----------- | ----------- |
| 1    | Marina Avstriyskaya / Yuri Kvashnin | Union soviétique   | 1.8    | 2           | 1           |
| 2    | Peggy Seidel / Ralf Seifert         | Allemagne de l'Est | 3.2    | 3           | 2           |
| 3    | Inna Bekker / Sergei Likhanski      | Union soviétique   | 3.4    | 1           | 3           |
| 4    | Manuela Landgraf / Ingo Steuer      | Allemagne de l'Est | 5.6    | 4           | 4           |
| 5    | Irina Shishova / Alexei Suleimanov  | Union soviétique   | 7.0    | 5           | 5           |
| 6    | Susan Dungjen / Jason Dungjen       | États-Unis         |        |             |             |
| 7    | Danielle Carr / Stephen Carr        | Australie          |        |             |             |
| 8    | Lisa Cushley / Neil Cushley         | Royaume-Uni        |        |             |             |
| 9    | Sun Jihong / Fan Jun                | Chine              |        |             |             |

### Danse sur glace
| Rang | Nom                                     | Nation           | Points | Danses imposées | Danse originale | Danse libre |
| ---- | --------------------------------------- | ---------------- | ------ | --------------- | --------------- | ----------- |
| 1    | Tatiana Gladkova / Igor Shpilband       | Union soviétique |        | 1               |                 |             |
| 2    | Elena Novikova / Oleg Bliakhman         | Union soviétique |        | 2               |                 |             |
| 3    | Christina Yatsuhashi / Keith Yatsuhashi | États-Unis       |        | 7               |                 |             |
| 4    | Christine Chiniard / Martial Mette      | France           |        | 3               |                 |             |
| 5    | Christine Horton / Michael Farrington   | Canada           |        | 4               |                 |             |
| 6    | Jo-Anne Borlase / Scott Chalmers        | Canada           |        | 5               |                 |             |
| 7    | Colleen McGuire / Bill Lyons            | États-Unis       |        | 6               |                 |             |
| 8    | Svetlana Liapina / Georgi Sur           | Union soviétique |        | 10              |                 |             |
| 9    | Stefania Calegari / Pasquale Camerlengo | Italie           |        | 8               |                 |             |
| 10   | Klára Engi / Attila Tóth                | Hongrie          |        | 9               |                 |             |
| 11   | Doriane Bontemps / Charles Paliard      | France           |        | 12              |                 |             |
| 12   | Alison Perrigo / Michael Harding        | Royaume-Uni      |        | 11              |                 |             |
| 13   | Su-Wan Yip / Robert Newton              | Royaume-Uni      |        | 14              |                 |             |
| 14   | Beata Kawelczyk / Tomasz Politanski     | Pologne          |        | 13              |                 |             |
| 15   | Aasa Agblad / Nils Kleen                | Suède            |        | 15              |                 |             |
| 16   | Vicky Hinger / Robert Hinger            | Luxembourg       |        | 16              |                 |             |